# Slaget vid Lode
Slaget vid Lode var ett slag som ägde rum den 23 januari 1573 mellan svenska och ryska trupper, som en del av  25-årskriget mot Ryssland där Sverige segrade.

## Slaget

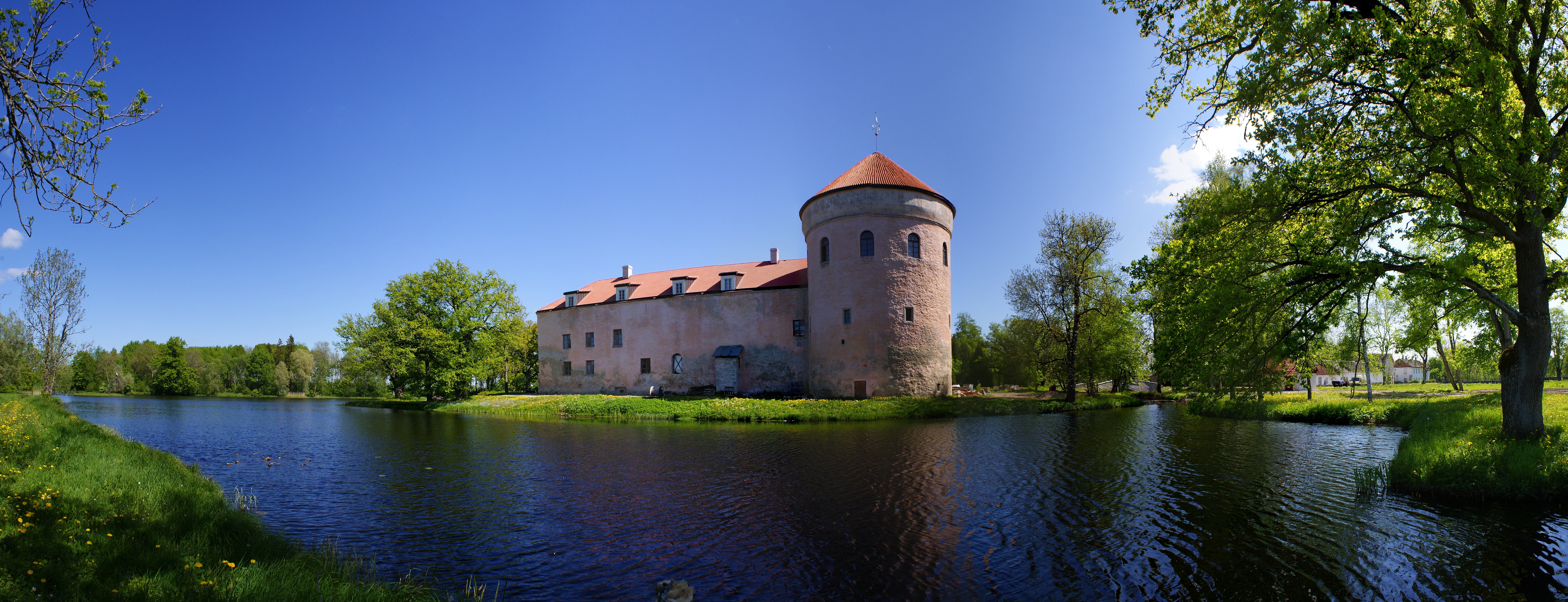
Slaget utkämpades troligen i närheten av fästningen i Koluvere

Den svenska armén under Clas Åkesson (Tott) bestod av 700 svenska knektar och ett par hundra baltiska ryttare. Den 23 januari möttes de båda arméerna vid byn Koluvere (Lode på tyska och äldre svenska). Under slaget gav Tott order om att det baltiska rytteriet skulle anfalla det ryska kavalleriet. Trots deras numerära underlägsenhet lyckades de baltiska ryttarna riva upp de fientliga formeringarna, men fann att fienden var för stark och drog sig tillbaka. Tott utnyttjade dock läget och anföll med sina knektar. Hela den ryska hären greps med ens av panik och flydde.

## Följder

Rysk pansarskjorta och stridsyxa som troligen tog som krigsbyte vid slaget

Den ryska armén förlorade omkring 7000 man i döda. Tott kunde återvända till Reval med hela det ryska artilleriet, 100 hästar och en stor mängd slädar som ryssarna transporterat sitt byte i. Den ryske tsaren Ivan IV började fundera på fred och skrev ett brev till Sveriges kung Johan III. Då den senaste fredsdelegationen blivit illa behandlad tvivlade Johan III på ryssarnas fredsvilja och svarade i hårda ordalag. Den fortsatta skriftväxlingen var mycket hård och brukar kallas Skällebreven. 